# Talbot-Lago T150
La T150 è un'autovettura di lusso prodotta tra il 1937 ed il 1939 dalla casa automobilistica anglo-francese Talbot-Lago.

## Profilo
Introdotta nel 1937, la T150 fu senza dubbio la Talbot-Lago più famosa. Fu con essa infatti che i carrozzieri incaricati di "vestirne" il telaio raggiunsero l'apice della perfezione delle linee, dando luogo a creazioni rimaste immortali nel tempo. Tra questi carrozzieri, uno dei massimi era senza dubbio Figoni e Falaschi, che nella seconda metà degli anni trenta si fece un gran nome per le sue carrozzerie definite "a goccia d'acqua" o "flamboyant" e che vestì sia vetture come la T150, sia altre vetture di altri marchi, come per esempio diverse Delahaye.
Versione civilizzata di una due posti scoperta da competizione, la T150 era invece una coupé che poteva ospitare anche tre persone affiancate. Era realizzata partendo da due possibili telai: le versioni S nacevano sul telaio a passo lungo (2.95 m), mentre le versioni SS, più sportive, utilizzavano il telaio a passo corto (2.65 m). Ne furono realizzati comunque anche alcuni esemplari con carrozzeria roadster.
La T150 montava un motore a 6 cilindri con testata emisferica, della cilindrata di 3996 cm³, che poteva essere alimentato da due o tre carburatori. Nel primo caso la potenza massima era di 140 CV a 4200 giri/min, con una velocità di punta di 160 km/h. Nel caso dell'alimentazione a tre carburatori, invece, la potenza massima saliva a 165 CV a 4100 giri/min e la velocità massima arrivava anche a 185 km/h.
Queste prestazioni non erano state solamente possibili grazie alla meccanica, per l'epoca decisamente potente: anche le filanti carrozzerie assai aerodinamiche con cui la T150 veniva carrozzata avevano la loro parte e garantivano così un sensibile incremento nell'allungo.

La produzione della T150 fu soffocata nel 1939 dallo scoppio della Seconda guerra mondiale.